# Palazzo Corner Spinelli
Palazzo Corner Spinelli – renesansowy pałac w Wenecji, w dzielnicy (sestiere) Sam Marco, zbudowany według projektu Maura Codussiego w latach 1480–1490. Budynek miał licznych właścicieli. Jego nazwa pochodzi od nazwisk dwóch znanych rodzin, do których w przeszłości należał: Corner i Spinelli.

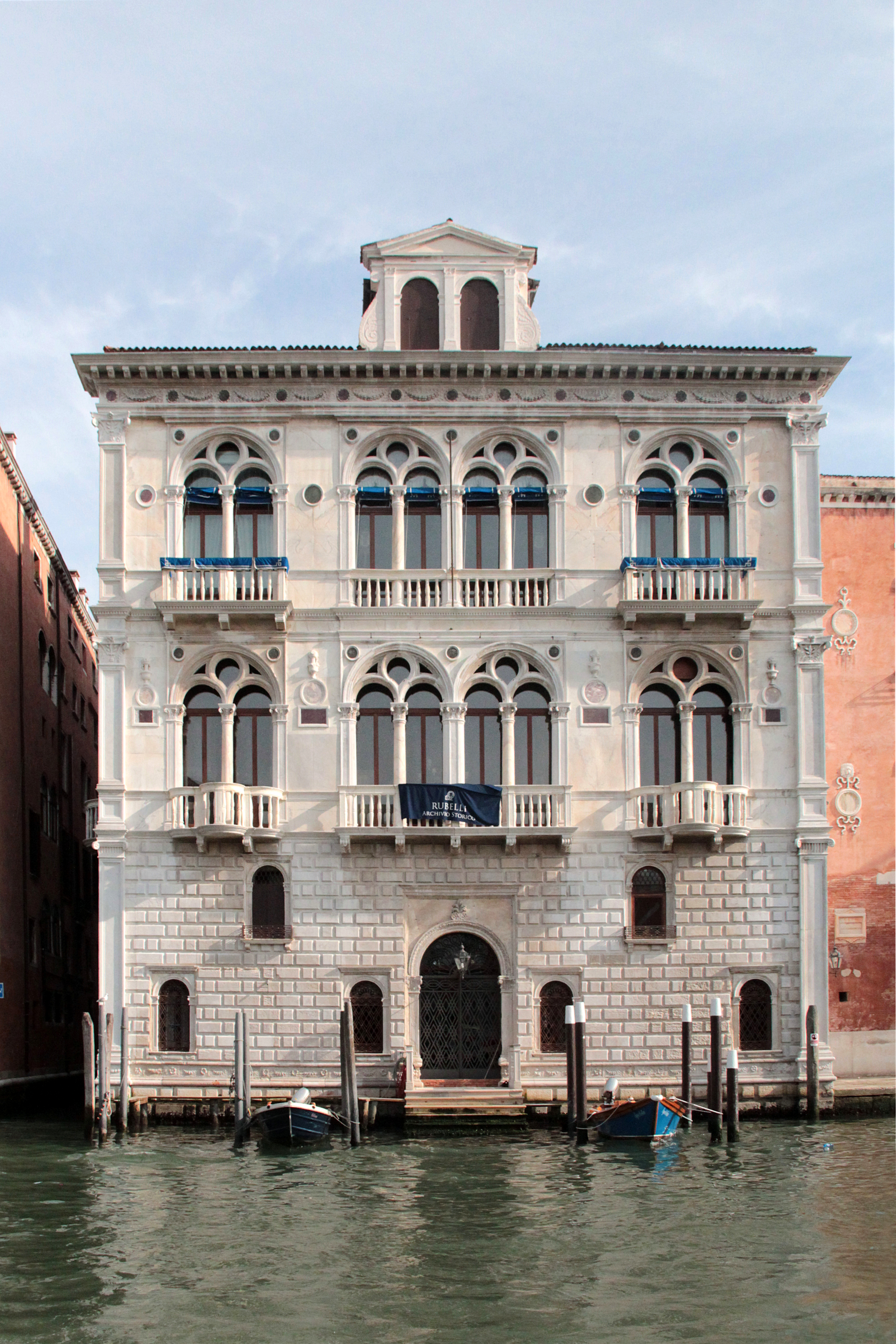
Pałac Spinelli (Palazzo Corner Spinelli) na lewym brzegu Canal Grande w Wenecji.

## Historia
Pałac Corner Spinelli został zbudowany z inicjatywy rodziny Lando mniej więcej w latach 1480–1490. W 1542 roku, w następstwie ciężkiej sytuacji gospodarczej rodziny, został sprzedany przez Pietra Landa, arcybiskupa Candii, Giovanniemu Cornerowi, który dostosował go do własnych potrzeb przeprowadzając kilka modyfikacji, które odegrały bardzo ważną rolę w późniejszej historii sztuki weneckiej. W realizacji zmian architektonicznych uczestniczyli, między innymi, architekt i inżynier wojskowy Michele Sanmicheli, toskański architekt Giorgio Vasari oraz inni artyści. Vasari namalował 9 obrazów olejnych o tematyce alegorycznej, które miały ozdobić sufit (zaprojektowany przez Michele Sanmichelego) jednego z pokojów, już udekorowanego stiukami i sztukateriami. Schemat dekoracyjny tego sufitu, złożony z centralnego ośmiokąta z wydłużonymi owalami po obu stronach, był często podejmowany przez największych artystów tamtych czasów: Tycjan powtórzył go na suficie kościoła Santo Spirito, a Paolo Veronese – w zakrystii kościoła San Sebastiano. W późniejszych czasach sufit został podzielony na części, a poszczególne płótna, które go tworzyły, zostały rozproszone między Rzymem a Londynem (niektóre zaginęły). O zakresie prac wykonywanych przez Sanmichelego nie wiadomo zbyt wiele; prawdopodobnie przebudował atrium według założeń bardziej dostosowanych do tamtych czasów, mezzanino oraz salon na piano nobile.
W 1740 roku pałac został wynajęty rodzinie Spinellich, kupców jedwabiu pochodzących z Castelfranco, którzy mieszkali w nim do 1810 roku, kiedy to został sprzedany rodzinie Comoldi. W 1850 roku właścicielką pałacu została tancerka Maria Taglioni, do której należały także Ca’ d’Oro i Palazzo Barzizza. Dodała ona do schodów wejściowych dwie balustrady z remontowanego wówczas Ca’ d’Oro.
Od 1966 roku w budynku mieści się siedziba firmy Rubelli S.p.A., zajmującej się produkcją i handlem luksusowymi tkaninami do wyposażenia wnętrz.

## Architektura
Fasada pałacu wychodzi na Canal Grande. Ma kształt kwadratu o wymiarach 18 x 18 metrów. Wykonana została z kamienia istryjskiego. Parter, posadowiony na wysokiej bazie, przepruty został niewielkimi oknami łukowymi. Zarówno baza jak i parter zostały obłożone gładkimi, rustykowanymi blokami z kamienia, podobnie jak fasada kościoła San Michele in Isola. Nad parterem wznoszą się dwa piano nobile, bogato zdobione, przeprute biforiami, podwójnymi pośrodku i pojedynczymi po bokach. Płaszczyzny ich okien zostały przedzielone smukłymi kolumnami z kapitelami korynckimi. Biforia, które otrzymały prostokątne obramowania, podobnie jak okna gotyckich pałaców w Wenecji, same również wykazują wyraźny wpływ okien gotyckich. Dekorację fasady tworzą koła wypełnione porfirem, typowe dla architektury Wenecji. Nadają one fasadzie aspekt delikatności. W pałacu Codussi doprowadził do szczytu swój schemat architektoniczny, którego zasadniczym elementem były dwa porządki architektoniczne oraz specjalny typ biforium, z oknami zamkniętymi półokrągłym łukiem i wzbogaconym w górnej części ślepym oculusem. Model ten, bardzo osobisty, łączący elementy późnego gotyku i renesansu, Codussi wykorzystał później, w większej skali, w pałacu Ca’ Vendramin Calergi.

## Wnętrze
W pałacu znajduje się kolekcja historyczna oraz archiwa Rubelli (Collezione Storica i Archivi Rubelli), w skład których wchodzi ponad 6000 próbek tkanin pochodzących z końca XV i pierwszej połowy XX wieku. Wśród najstarszych zachowanych próbek znajdują się fragmenty jedwabnego aksamitu przeplatanego złotem, pochodzące z końca XV wieku, oraz cenny fragment wytłaczanego aksamitu z XVI wieku ozdobiony motywem rozety zwieńczonym koroną; materiał używany był wyłącznie do szycia tog noszonych przez prokuratorów Republiki Weneckiej. W kolekcji znajdują się również brokaty, adamaszki i aksamity, szaty liturgiczne i świeckie z XVIII wieku, tkaniny w stylu empire oraz pierwsze produkcje firmy Rubelli. Wśród tkanin XX-wiecznych są te zaprojektowane przez Gio Pontiego.